# World Team Cup 2004
La World Team Cup 2004 est la 27e édition de l'épreuve. Huit pays participent à la phase finale. Le tournoi, qui commence le 17 mai 2004 au Rochusclub, se déroule à Düsseldorf, en Allemagne .

## Faits marquants
- Le Chili remporte sa 2e World Team Cup consécutive face à l'Australie.

## Matchs de poule
L'équipe en tête de chaque poule se voit qualifiée pour la finale.

### Groupe Bleu
| Allemagne - Florian Mayer - Rainer Schüttler - Tommy Haas - Nicolas Kiefer | Espagne - Feliciano López - Albert Costa - Àlex Corretja | Tchéquie - Radek Štěpánek - Jiří Novák | Chili - Nicolás Massú - Fernando González |

#### Classements
| #   | Équipe victorieuse | Adversaire | Score |
| 1er | Allemagne          | Espagne    | 2 - 1 |
| 2e  | Chili              | Tchéquie   | 2 - 1 |
| 3e  | Allemagne          | Tchéquie   | 2 - 1 |
| 4e  | Chili              | Espagne    | 2 - 0 |
| 5e  | Tchéquie           | Espagne    | 2 - 0 |
| 6e  | Chili              | Allemagne  | 2 - 0 |

| #   | Pays      | Points | Matchs | Sets   |
| --- | --------- | ------ | ------ | ------ |
| 1re | Chili     | 3 - 0  | 6 - 1  | 11 - 5 |
| 2e  | Allemagne | 2 - 1  | 4 - 4  | 9 - 8  |
| 3e  | Tchéquie  | 1 - 2  | 4 - 4  | 9 - 8  |
| 4e  | Espagne   | 0 - 3  | 1 - 6  | 3 - 11 |

#### Matchs détaillés
|  | Équipe 1  | Score | Équipe 2 |  |
|  | Allemagne | 2 – 1 | Espagne  |  |

| Ordre des matchs | Joueurs            | Points au premier set | Points au second set | Points au troisième set |
| ---------------- | ------------------ | --------------------- | -------------------- | ----------------------- |
| 1                | Rainer Schüttler   | 6                     | 6                    |                         |
| 1                | Feliciano López    | 3                     | 4                    |                         |
|                  |                    |                       |                      |                         |
| 2                | Tommy Haas         | 63                    | 2                    |                         |
| 2                | Albert Costa       | 7                     | 6                    |                         |
|                  |                    |                       |                      |                         |
| 3                | Kiefer - Schüttler | 6                     | 6                    |                         |
| 3                | Corretja - Costa   | 2                     | 3                    |                         |

|  | Équipe 1 | Score | Équipe 2           |  |
|  | Chili    | 2 – 1 | République Tchèque |  |

| Ordre des matchs | Joueurs           | Points au premier set | Points au second set | Points au troisième set |
| ---------------- | ----------------- | --------------------- | -------------------- | ----------------------- |
| 1                | Nicolás Massú     | 6                     | 0                    |                         |
| 1                | Jiří Novák        | 7                     | 6                    |                         |
|                  |                   |                       |                      |                         |
| 2                | Fernando González | 6                     | 6                    |                         |
| 2                | Radek Štěpánek    | 3                     | 4                    |                         |
|                  |                   |                       |                      |                         |
| 3                | Massú - González  | 4                     | 6                    | 6                       |
| 3                | Štěpánek - Novák  | 6                     | 4                    | 4                       |

|  | Équipe 1  | Score | Équipe 2           |  |
|  | Allemagne | 2 – 1 | République Tchèque |  |

| Ordre des matchs | Joueurs            | Points au premier set | Points au second set | Points au troisième set |
| ---------------- | ------------------ | --------------------- | -------------------- | ----------------------- |
| 1                | Rainer Schüttler   | 6                     | 6                    |                         |
| 1                | Jiří Novák         | 4                     | 3                    |                         |
|                  |                    |                       |                      |                         |
| 2                | Nicolas Kiefer     | 7                     | 6                    |                         |
| 2                | Radek Štěpánek     | 64                    | 3                    |                         |
|                  |                    |                       |                      |                         |
| 3 (sans enjeu)   | Kiefer - Schüttler | 2                     | 5                    |                         |
| 3 (sans enjeu)   | Štěpánek - Novák   | 6                     | 7                    |                         |

|  | Équipe 1 | Score | Équipe 2 |  |
|  | Chili    | 2 – 0 | Espagne  |  |

| Ordre des matchs | Joueurs           | Points au premier set | Points au second set | Points au troisième set |
| ---------------- | ----------------- | --------------------- | -------------------- | ----------------------- |
| 1                | Nicolás Massú     | 4                     |                      |                         |
| 1                | Albert Costa      | 1                     | ab.                  |                         |
|                  |                   |                       |                      |                         |
| 2                | Fernando González | 6                     | 3                    | 6                       |
| 2                | Àlex Corretja     | 4                     | 6                    | 2                       |
|                  |                   |                       |                      |                         |
| 3 (sans enjeu)   |                   |                       |                      |                         |
|                  | non               | joué                  |                      |                         |

|  | Équipe 1           | Score | Équipe 2 |  |
|  | République Tchèque | 2 – 0 | Espagne  |  |

| Ordre des matchs | Joueurs         | Points au premier set | Points au second set | Points au troisième set |
| ---------------- | --------------- | --------------------- | -------------------- | ----------------------- |
| 1                | Radek Štěpánek  | 6                     | 6                    |                         |
| 1                | Albert Costa    | 4                     | 3                    |                         |
|                  |                 |                       |                      |                         |
| 2                | Jiří Novák      | 7                     | 6                    |                         |
| 2                | Feliciano López | 63                    | 1                    |                         |
|                  |                 |                       |                      |                         |
| 3 (sans enjeu)   |                 |                       |                      |                         |
|                  | non             | joué                  |                      |                         |

|  | Équipe 1 | Score | Équipe 2  |  |
|  | Chili    | 2 – 0 | Allemagne |  |

| Ordre des matchs | Joueurs           | Points au premier set | Points au second set | Points au troisième set |
| ---------------- | ----------------- | --------------------- | -------------------- | ----------------------- |
| 1                | Nicolás Massú     | 6                     | 4                    | 6                       |
| 1                | Rainer Schüttler  | 4                     | 6                    | 2                       |
|                  |                   |                       |                      |                         |
| 2                | Fernando González | 6                     | 7                    |                         |
| 2                | Nicolas Kiefer    | 4                     | 64                   |                         |
|                  |                   |                       |                      |                         |
| 3 (sans enjeu)   |                   |                       |                      |                         |
|                  | non               | joué                  |                      |                         |

### Groupe Rouge
| Australie - Lleyton Hewitt - Mark Philippoussis - Paul Hanley - Wayne Arthurs | États-Unis - Vincent Spadea - Robby Ginepri - Bob Bryan - Mike Bryan | Argentine - Gastón Gaudio - Juan Ignacio Chela - Mariano Zabaleta - Lucas Arnold Ker | Pays-Bas - Martin Verkerk - Sjeng Schalken - John van Lottum |

#### Classements
| #   | Équipe victorieuse | Adversaire | Score |
| 1er | Australie          | États-Unis | 2 - 1 |
| 2e  | Argentine          | Pays-Bas   | 3 - 0 |
| 3e  | Argentine          | États-Unis | 2 - 1 |
| 4e  | Australie          | Pays-Bas   | 3 - 0 |
| 5e  | Australie          | Argentine  | 2 - 1 |
| 6e  | États-Unis         | Pays-Bas   | 2 - 1 |

| #   | Pays       | Points | Matchs | Sets    |
| --- | ---------- | ------ | ------ | ------- |
| 1re | Australie  | 3 - 0  | 7 - 2  | 15 - 9  |
| 2e  | Argentine  | 2 - 1  | 6 - 3  | 14 - 12 |
| 3e  | États-Unis | 1 - 2  | 4 - 5  | 12 - 12 |
| 4e  | Pays-Bas   | 0 - 3  | 1 - 8  | 8 - 16  |

#### Match détaillés
|  | Équipe 1  | Score | Équipe 2   |  |
|  | Australie | 2 – 1 | États-Unis |  |

| Ordre des matchs | Joueurs            | Points au premier set | Points au second set | Points au troisième set |
| ---------------- | ------------------ | --------------------- | -------------------- | ----------------------- |
| 1                | Mark Philippoussis | 61                    | 6                    | 7                       |
| 1                | Vincent Spadea     | 7                     | 3                    | 64                      |
|                  |                    |                       |                      |                         |
| 2                | Lleyton Hewitt     | 7                     | 61                   | 6                       |
| 2                | Robby Ginepri      | 5                     | 7                    | 4                       |
|                  |                    |                       |                      |                         |
| 3 (sans enjeu)   | Hanley - Arthurs   | 2                     | 4                    |                         |
| 3 (sans enjeu)   | Bryan - Bryan      | 6                     | 6                    |                         |

|  | Équipe 1  | Score | Équipe 2 |  |
|  | Argentine | 3 – 0 | Pays-Bas |  |

| Ordre des matchs | Joueurs              | Points au premier set | Points au second set | Points au troisième set |
| ---------------- | -------------------- | --------------------- | -------------------- | ----------------------- |
| 1                | Gastón Gaudio        | 4                     | 6                    | 6                       |
| 1                | Martin Verkerk       | 6                     | 2                    | 4                       |
|                  |                      |                       |                      |                         |
| 2                | Juan Ignacio Chela   | 6                     | 5                    | 7                       |
| 2                | Sjeng Schalken       | 3                     | 7                    | 5                       |
|                  |                      |                       |                      |                         |
| 3 (sans enjeu)   | Zabaleta - Ker       | 3                     | 6                    | 6                       |
| 3 (sans enjeu)   | van Lottum - Verkerk | 6                     | 3                    | 3                       |

|  | Équipe 1  | Score | Équipe 2   |  |
|  | Argentine | 2 – 1 | États-Unis |  |

| Ordre des matchs | Joueurs            | Points au premier set | Points au second set | Points au troisième set |
| ---------------- | ------------------ | --------------------- | -------------------- | ----------------------- |
| 1                | Mariano Zabaleta   | 65                    | 6                    | 7                       |
| 1                | Robby Ginepri      | 7                     | 3                    | 5                       |
|                  |                    |                       |                      |                         |
| 2                | Juan Ignacio Chela | 6                     | 3                    | 6                       |
| 2                | Vincent Spadea     | 3                     | 6                    | 4                       |
|                  |                    |                       |                      |                         |
| 3 (sans enjeu)   | Zabaleta - Ker     | 7                     | 1                    | 3                       |
| 3 (sans enjeu)   | Bryan - Bryan      | 5                     | 6                    | 6                       |

|  | Équipe 1  | Score | Équipe 2 |  |
|  | Australie | 3 – 0 | Pays-Bas |  |

| Ordre des matchs | Joueurs              | Points au premier set | Points au second set | Points au troisième set |
| ---------------- | -------------------- | --------------------- | -------------------- | ----------------------- |
| 1                | Mark Philippoussis   | 4                     | 7                    | 7                       |
| 1                | Sjeng Schalken       | 6                     | 65                   | 5                       |
|                  |                      |                       |                      |                         |
| 2                | Lleyton Hewitt       | 1                     | 7                    | 7                       |
| 2                | Martin Verkerk       | 6                     | 62                   | 5                       |
|                  |                      |                       |                      |                         |
| 3 (sans enjeu)   | Hanley - Arthurs     | 6                     | 7                    |                         |
| 3 (sans enjeu)   | van Lottum - Verkerk | 4                     | 65                   |                         |

|  | Équipe 1  | Score | Équipe 2  |  |
|  | Australie | 2 – 1 | Argentine |  |

| Ordre des matchs | Joueurs            | Points au premier set | Points au second set | Points au troisième set |
| ---------------- | ------------------ | --------------------- | -------------------- | ----------------------- |
| 1                | Mark Philippoussis | 4                     | 6                    | 7                       |
| 1                | Mariano Zabaleta   | 6                     | 3                    | 5                       |
|                  |                    |                       |                      |                         |
| 2                | Lleyton Hewitt     | 3                     | 7                    | 65                      |
| 2                | Gastón Gaudio      | 6                     | 5                    | 7                       |
|                  |                    |                       |                      |                         |
| 3                | Hanley - Arthurs   | 6                     | 6                    |                         |
| 3                | Zabaleta - Ker     | 3                     | 4                    |                         |

|  | Équipe 1   | Score | Équipe 2 |  |
|  | États-Unis | 2 – 1 | Pays-Bas |  |

| Ordre des matchs | Joueurs            | Points au premier set | Points au second set | Points au troisième set |
| ---------------- | ------------------ | --------------------- | -------------------- | ----------------------- |
| 1                | Vincent Spadea     | 65                    | 2                    |                         |
| 1                | Martin Verkerk     | 7                     | 6                    |                         |
|                  |                    |                       |                      |                         |
| 2                | Robby Ginepri      | 7                     | 6                    | 6                       |
| 2                | John van Lottum    | 5                     | 7                    | 1                       |
|                  |                    |                       |                      |                         |
| 3                | Bryan - Bryan      | 6                     | 6                    |                         |
| 3                | Schalken - Verkerk | 3                     | 0                    |                         |

## Finale
La finale de la World Team Cup 2004 se joue entre le Chili et l'Australie.
|  | Équipe 1 | Score | Équipe 2  |  |
|  | Chili    | 2 – 1 | Australie |  |